# 卡密兒·維丹
卡密兒·維丹（日語：カミーユ・ビダン）是最早在GUNDAM系列架空紀元宇宙世紀動畫《機動戰士Z GUNDAM》中登場的虛構人物，在宇宙世紀的舞台上有「最完美的NewType」（最高のニュータイプ）的稱號，官方设定身高168.2cm，体重59.5kg，血液为AB型。聲優為飛田展男。

## 经历
格里普斯戰役（Z高达时代）
故事初期，嘉美尤因受到隸屬泰坦斯（Titans）的機師尊尼特·密沙侮辱而施襲，結果被誤為奧干（A.E.U.G）成員而拘留。拘留期間其所在建築物被尊尼特所駕駛的鋼彈Mk-II 3號機墜落而受到破壞，因此趁機逃走。在機緣巧合下，成功搶奪到鋼彈Mk-II 3號機，亦協助奧干成功擄獲鋼彈Mk-II 2號機。結果泰坦斯為了奪回兩部鋼彈Mk-II，將嘉美尤的父母做為人質。交涉過程中，因為嘉美尤的魯莽而導致雙親不幸去世，悲憤的嘉美尤決定與泰坦斯周旋到底。降落查布羅之戰前更成功救出一年戰爭時期擔任白色基地的艦長布萊特·諾亞與鄰居花·園麗。
同年5月，因為實行查布羅之戰而留在地球一段頗長時間，期間遇到一年戰爭時期的英雄阿姆羅·雷，並且與奧干的支援組織卡拉巴一起作戰。期間，嘉美尤遇到泰坦斯的強化人科·姆拉沙美（フォウ・ムサラメ），嘉美尤對鳳更產生一種猶如戀愛的感覺。後期，鳳為了嘉美尤而捨身成仁協助嘉美尤回歸宇宙。回歸宇宙不久，轉任駕駛Z鋼彈參與戰局，但由於Z鋼彈的機動性比Mk-II更勝一籌，導致初期Z鋼彈出現有輕微受損的情況，不過後期漸漸熟習而創下輝煌的戰果。
后期，因为与鳳的再会和鳳的死亡，卡缪在受到强烈心理创伤的同时，精神也获得了巨大的成长，并最终坚定了要阻止战争的心情。
最终，由於阿克西斯（Axis）的介入，導致戰局成了三股勢力兼且阿克西斯的與迪坦斯接觸，種種原因令嘉美尤多次挑戰帕普迪馬斯·希羅克與哈曼·坎恩。雖然哈曼在後期撤離戰局，但嘉美尤在最後對希羅克之戰成功擊斃希羅克，希羅克死前說我是不會一個人死的，並把嘉美尤的心靈一起帶走而使嘉美尤最後精神失常，最後被花園麗給帶回亞加瑪。
在續集《機動戰士鋼彈ZZ》只出現少量場面。（電影版最後為精神並非失常。）
他的精神失常是導致夏亞·阿茲納布爾對人類感到絕望，決心以激烈的手段加以肅正的原因。
第一次新自護叛乱 （ZZ高达时代）
（此段为TV版时间线，电影版没有提到ZZ时代相关的任何部分）
因为格利普斯战役最终的创伤，卡缪一直处于半植物人的状态，在花园丽的照顾下进行疗养。但是他仍然经常通过最强大的NT能力指引香格里拉的少年们（特别是捷多）。
故事最终，卡缪的精神得以恢复，并和花园丽正式成为了情侣。
《機動戰士鋼彈 月球危機》
劇情中卡密兒以醫生的身分登場，而花園麗則是跟在卡密兒旁邊的護士。

## 主要座机
- RX-178 GUNDAM Mk-II（格利普斯战役前期主要驾驶员。领取Z GUNDAM后转由爱玛·辛驾驶）
- MSZ-006 ΖGUNDAM（格利普斯战役后期主要驾驶员）
- RMS-099 力奇·戴亞斯（TV版、卡茲·小林（カツ・コバヤシ）私自驾驶GUNDAMMk-II出击时，暂时搭乘的机体）

## 逸闻

### 关于卡密兒名字的性别
卡密兒·維丹的名字来源于卡米耶·克洛岱尔。